# Přísaha v míčovně (obraz)
Přísaha v míčovně (Le Serment du Jeu de paume) je nedokončený obraz francouzského malíře Jacquese-Louise Davida započatý v roce 1790. Obraz je v majetku muzea Louvre a je vystaven v Míčovně ve Versailles, kde se roku 1789 odehrála tzv. Přísaha v míčovně. Vzhledem k politickým turbulencím během Velké francouzské revoluce i problémům s financováním však nemohl malíř dílo dokončit a to zůstalo pouze ve stavu náčrtku – křídou, uhlem a olejem na plátně.

## Historie
První náčrtky Přísahy vznikly v roce 1790, kdy Jacques-Louis David přesvědčil jakobínský klub, aby vypsal národní sbírku pro financování malby zachycující významnou událost Velké francouzské revoluce. Malíř vystavil kresbu perem a hnědým inkoustem představující budoucí malbu ve své dílně v Louvru v roce 1791, ale nemohl dál pokračovat, protože sbírka vynesla jen 10 % odhadovaných nákladů. Ústavodárné národní shromáždění rozhodlo tedy o financování jeho díla na náklady státu a z výtěžku prodeje grafik obrazu. David umístil svůj ateliér v bývalém klášteru feulantů, aby zde mohl shromáždit poslance sídlící v sousední jízdárně, aby mu stáli modelem. Ale v roce 1793 zaneprázděný prací na poslancích, dokončil jen nástin svého velkého díla. V roce 1793 totiž francouzský politický život už vůbec neodpovídal záběrům na obraze. Mirabeau, jeden z hrdinů roku 1789, se stal nepřítelem Revoluce. Byla objevena jeho tajná korespondence s Ludvíkem XVI. V očích veřejnosti se stal zrádcem. Mnoho členů Ústavodárného národního shromáždění bylo označeno za nepřátele Výboru pro veřejné blaho. David tedy opustil práci a plátno zůstalo nedokončeno.
Jeho díla Rozdílení orlů (1810) a Leónidás u Thermopyl (1814) se přímo inspirovala Přísahou v míčovně. 20. října 1821 David dal Danielovi Isoardovi Martouretovi právo k vytvoření rytiny svého obrazu, kterou nakonec realizoval Jean Pierre Marie Jazet. Nedokončené plátno nakonec získalo v roce 1836 Královské muzeum Louvre, kde je vystaveno od roku 1880.
Od konce 18. století se stal obraz jedním z republikánských symbolů a adaptovali jej mnozí malíři, jako např. Auguste Couder v roce 1848 nebo Luc-Olivier Merson roku 1883.

## Popis obrazu

Davidova studie z roku 1791, zámek Versailles

Obraz zachycuje chvíli, kdy Jean Sylvain Bailly (uprostřed stojící muž na stole se zdviženou pravicí) navrhuje přítomným zástupcům přísahu, že dají Francii ústavu. Poslanci shromáždění okolo jsou zachyceni v nadšené náladě, většinou obrácení k řečníkovi. Kontrast ke všeobecnému nadšení představuje Joseph Martin-Dauch, muž sedící se zkříženýma rukama a výrazem nesouhlasu na obrazu vpravo dole. Před ním stojící muž s kloboukem v ruce je politik Antoine Pierre Joseph Marie Barnave, o něco více v popředí, též s kloboukem v ruce je Honoré Gabriel Riqueti de Mirabeau. Na obraze jsou zachyceny i další významné osobnosti revoluce (zprava doleva). Edmond-Louis-Alexis Dubois-Crancé je muž stojící na židli. Michel Gérard, starší muž mezi ním a Mirabeauem se sepjatýma rukama je sedlák, jediný ze selského stavu zvolený mezi zástupce třetího stavu. Maximilien Robespierre před Dubois-Crancém s rukama na prsou hledí na Baillyho. U stolu, na kterém stojí Bailly, sedí Emmanuel Joseph Sieyès. Trojice mužů hovořících v popředí jsou katoliční duchovní Christophe Antoine Gerle a Henri Grégoire a protestant Jean-Paul Rabaut Saint-Étienne. V levé části obrazu na stoličce sedící Bertrand Barère de Vieuzac zapisuje svědectví o události. Vlevo od něj stojí dva objímající se muži. Zády stojící je kněz a pozdější ústavní biskup Alexandre Thibaut. V levém rohu obrazu je starý muž podpíraný po stranách dvěma sansculoty. Je to buď Michel-René Maupetit nebo Jean-François Goupilleau. V horní části obrazu jsou velká okna se vzdouvajícími se závěsy, ve kterých stojí skupiny lidí. V prostředním okně vpravo shlíží na poslance Jean Paul Marat ve tmavém obleku.

## Symbolika obrazu
V 18. století měla přísaha posvátnou hodnotu, neboť přinášela záruku věrnosti k vyřčenému slovu. Jacques-Louis David byl znám svým obrazem Přísaha Horatiů. Kolektivní přísahy byly za Francouzské revoluce považovány za faktor národní jednoty, proto jsou poslanci (až na jediného) zachyceni v jednomyslném zápalu a nadšení. Rovněž ukazuje, že vůle každého jedince vytváří národní suverenitu.
Tři duchovní v popředí – kartuziánský mnich, katolický kněz a protestant symbolizují novou éru náboženské tolerance. Společenské změny zachycují i závěsy, vzdouvající se ve větru vanoucím Francií a přinášejícím změny: ve větru Revoluce.